# إرسان إلياسوفا
إرسان إلياسوفا (بالتركية: Ersan İlyasova)‏ مواليد 15 مايو 1987، هو لاعب كرة سلة تركي يلعب مع فريق ميلووكي باكز في الرابطة الوطنية لكرة السلة ويحمل الرقم 7. يبلغ طوله 6 قدم 10 بوصة (2.1 م).

## فرق لعب لها
- ميلووكي باكز

## الميداليات
| الميدالية | المسابقة                         |
| --------- | -------------------------------- |
| فضية      | بطولة كأس العالم لكرة السلة 2010 |

## روابط خارجية
- إرسان إلياسوفا على موقع الاتحاد الدولي لكرة السلة (الإنجليزية)
- إرسان إلياسوفا على موقع الدوري الأوروبي لكرة السلة (الإنجليزية)
- إرسان إلياسوفا على موقع إن بي أي (الإنجليزية)
- إرسان إلياسوفا على موقع سبورتس رفرنس (الإنجليزية)
- إرسان إلياسوفا على موقع الدوري الإسباني لكرة السلة (الإسبانية)
- إرسان إلياسوفا على موقع كرة السلة الأوروبية.كوم (الإنجليزية)
- إرسان إلياسوفا على موقع إي إس بي إن.كوم (الإنجليزية)
- إرسان إلياسوفا على موقع ريلجم (الإنجليزية)
- إرسان إلياسوفا على موقع بروبوليرز (الإنجليزية)
- إرسان إلياسوفا على موقع سبورتس رفرنس (الإنجليزية)